# Michael Eggers
Michael Eggers (* 1969 in Karlsruhe) ist ein deutscher Germanist.

## Leben
Das Studium der Germanistik und Anglistik in Köln und London schloss er mit der Promotion 2002 ab. 2006 war er Sylvia Naish Research Fellow am Institute of Germanic and Romance Studies, London. Ab 2004 war er wissenschaftlicher Mitarbeiter am Institut für deutsche Sprache und Literatur I der Universität Köln, ab 2013 dort Akademischer Rat. Nach der Habilitation 2013 hatte er 2014 eine Kurzzeitdozentur in Amsterdam. Im Wintersemester 2014/2015 vertrat er eine W3-Professur an der Universität Hamburg. Im Sommersemester 2017 vertrat er eine W3-Professur für Vergleichende Literaturwissenschaft an der Universität Bonn. 2019 erfolgte die Ernennung zum außerplanmäßigen Professor an der Uni Köln.
Seine Forschungsschwerpunkte sind Geschichte und Theorie der Komparatistik, Wissensgeschichte und Literatur, die Stimme in Literatur und Kulturtheorie, Multilinguale Literatur und Gegenwartsdramatik.

## Schriften (Auswahl)
- Texte, die alles sagen. Erzählende Literatur des 18. und 19. Jahrhunderts und Theorien der Stimme. Würzburg 2003, ISBN 3-8260-2544-X.
- als Herausgeber mit Matthias Rothe: Wissenschaftsgeschichte als Begriffsgeschichte. Terminologische Umbrüche im Entstehungsprozess der modernen Wissenschaften. Bielefeld 2009, ISBN 978-3-8376-1184-7.
- als Herausgeber: Von Ähnlichkeiten und Unterschieden. Vergleich, Analogie und Klassifikation in Wissenschaft und Literatur (18./19. Jahrhundert). Heidelberg 2011, ISBN 3-8253-5803-8.
- Vergleichendes Erkennen. Zur Wissenschaftsgeschichte und Epistemologie des Vergleichs und zur Genealogie der Komparatistik. Heidelberg 2016, ISBN 3-8253-6459-3.

## Belege
1. ↑  Archivierte Kopie (Memento des Originals vom 25. Januar 2020 im Internet Archive)  Info: Der Archivlink wurde automatisch eingesetzt und noch nicht geprüft. Bitte prüfe Original- und Archivlink gemäß Anleitung und entferne dann diesen Hinweis.

| Personendaten    | Personendaten       |
| ---------------- | ------------------- |
| NAME             | Eggers, Michael     |
| KURZBESCHREIBUNG | deutscher Germanist |
| GEBURTSDATUM     | 1969                |
| GEBURTSORT       | Karlsruhe           |